# 歐盟漫遊規範
歐盟漫遊規範是歐盟執委會對行動通訊漫遊訂定的幾部法律規範，其中提到用戶在歐洲經濟區內某個國家辦理門號，但想到其他國家也能使用語音通信、簡訊及數據漫遊等行動通信服務時，電信業者須如何提供這些服務。整體而言，歐盟執委會主要著重在放寬接取及規管資費上限等議題上。
目前實行的法規是「2012年6月13日歐洲議會及理事會通過有關歐盟境內公共行動通信網路的第531/2012號法規（Regulation (EU) No 531/2012 of the European Parliament and of the Council of 13 June 2012 on roaming on public mobile communications networks within the Union）」，廢止並取代了原來的「2007年6月27日歐洲議會及理事會通過有關共同體境內公共行動通信網路的第717/2007號法規（Regulation (EC) No 717/2007 of the European Parliament and of the Council of 27 June 2007 on roaming on public mobile telephone networks within the Community），並補充了2002/21/EC指令（架構指令）」，於2012年7月1日開始執行。

## 歷史

### 緣由
歐盟執委會曾多次呼籲行動通訊業者調降於國外使用行動電話的資費，但其漫遊資費卻依然較國內行動通信的資費高出4倍，數據漫遊的資費甚至比在國內使用貴上500倍至1000倍。為了突顯這個問題，歐盟執委會於2005年10月在網站上公佈了各國的漫遊資費，其中撥打4分鐘的電話費用即高達12歐元。但即使如此，也沒有改變行動通訊業者的訂價行為，因此歐盟執委員提出立法管制的建議。這項欲立法規範歐盟境內國際行動漫遊資費的建議由歐盟執委會於2006年7月公布。
建議公布後，歐盟執委會對漫遊資費舉行公開諮詢，民眾可以就此議題表達他們的意見。
該項法案由歐盟執委會資訊社會暨媒體事務委員維維亞娜·雷丁主導，最終獲得歐洲議會批准。法案規定各電信業者可向其他歐盟內的業者收取的漫遊批發價格，以及電信業者可向其用戶收取的漫遊資費。

### 立法規範
該法規於2007年6月30日開始執行。從那天起，歐盟境內的行動通訊業者必須於1個月內（即2007年7月31日前）告知其用戶新資費方案，並供用戶轉換至新資費方案。若用戶提出要求，行動通訊業者必須在1個月內完成轉換至新的資費方案。若用戶沒有要求，新的資費方案也會在至遲2007年9月30日自動適用，除非該用戶使用的是特殊的漫遊套餐。漫遊資費上限也逐年調減，而業者間可在此一上限之下做價格上的競爭。
資費上限的規定適用於歐盟的28個會員國及3個歐洲經濟區國家內。無論用戶是使用預付卡或月租費的方案，都可以免費適用此規定，並且不會影響到已簽訂的行動通信契約。用戶在跨越歐盟及歐洲經濟區內的國家時，會免費收到一封簡訊，告知其漫遊受話及發話之費率(包含稅率)。這封簡訊內附服務電話，用戶可回傳簡訊或回撥這支電話號碼，尋問更詳盡的資費方案。當然，撥打該電話號碼是免費的。
2007年10月亦決定了上述法規可適用於歐洲經濟區內的國家。歐洲經濟區會員國（冰島、列支敦士登及挪威）於2008年1月後亦開始適用漫遊資費上限的規定。這意味著歐洲用戶可以在歐洲經濟區內使用相同的漫遊資費，反之亦然。

### 檢討修正
2008年中，歐盟執委會要求檢討漫遊規則，並討論延伸至簡訊及數據漫遊服務的可能性。執委會對漫遊規範的一般功能及相關議題提出了39個問題：
- 意外漫遊或不自主漫遊：當消費者在國家邊境使用行動通信時，不小心連到外國的網路。
- 該法規對較小的電信業者及國內電信資費的影響：新規範是否導致國內資費的上升？
- 實際通話時間及計費通話時間的問題：在新規範之下，是否有任何業者由以秒計費改為以分計費？
- 需要延長規範期限。
- 需要依據目前批發及零售市場的發展，對數據及簡訊漫遊服務在批發及零售層面執行類似的規範。

對簡訊的管制首先由歐盟執委會展開研究，執委會委員維維亞娜·雷丁要求電信業者在2008年7月1日前調降簡訊及數據漫遊費率。隨後，執委會致函歐洲所有行動通訊業者的CEO，諮詢有關簡訊及數據漫遊的費率。評估顯示，價格依然過高。
執委會於2008年底向歐洲議會及歐盟理事會報告，認為有必要檢討現存的漫遊規範。為了準備這份報告，執委會向大眾舉行公共諮詢，民眾可在2008年7月2日前表示其意見。
基於對行動漫遊的評估及公共諮詢意見，歐盟執委會決定介入規範發送簡訊的資費上限。歐洲規範小組（European Regulators Group, ERG）建議上限訂在11至15歐分之間。
數據漫遊的批發價格上限於2009年7月1日開始管制，對用戶的零售價格上限則由2012年7月1日開始管制。用戶到其他會員國旅行時即會自動收到一封簡訊，告知數據漫遊服務的資費。
根據2009年7月1日開始實施的新規範，用戶使用漫遊發話從30秒後開始以秒計費，漫遊受話則一開始即以秒計費，以確保用戶不需在漫遊時支付任何的「隱藏費用」。這項規定估計可幫用戶節省超過20%的通話費用。
2010年7月1日起，電信業者必須讓用戶能事前決定他們想要在服務被限制使用前能花費的費用。
歐盟執委會和國家主管機關共同監督漫遊的價格趨勢。若語音漫遊的市場存在一般的競爭條件的話，規範可望在2007年後3年屆滿；不過，若漫遊市場無法產生競爭條件的話，執委會建議持續規範該市場。依據最新的建議，法規將延長至2016年6月30日為止。
在一份表示在電信產業上缺乏單一市場資費的研究後，歐盟執委會打算採取進一步的措施，包括確保漫遊價格和國內資費間於2015年前趨近於零的目標。
歐盟執委會於2010年12日至2011年2月舉行有關將來對漫遊規範的公開諮詢。執委會於2011年7月6日對歐洲議會報告下次對漫遊規範的規劃。執委會希望在批發及零售（包括數據漫遊）層面均延長對資費上限的管制。新規範的有效性將被延長10年，零售價格上限將維持至2016年7月，批發價格上限則會維持至2022年為止（但於2015-2022年會維持固定的上限）。另外，亦準備從2014年7月開始引進預選機制（preselection，包括MVNO）。依歐盟執委會副主委內莉·克魯斯（Neelie Kroes）所述，該架構預計能於2015年達成漫遊價格及國內資費開始趨近於零的目標，即使在歐洲議會的一份報告中的第9頁指出，此一架構「對市場產生影響……將需要時間」。2011年8月，歐洲主管機關BEREC於對歐洲議會的一份報告中批評執委會提出的建議，認為此項建議無法為漫遊市場帶來結構性的解決方案。2012年1月，歐洲議會的產業、研究暨能源委員會（ITRE committee）對更低（且更長期）的資費上限管制進行表決，支持一項結構性的解決方案，其中的技術細節應由BEREC來規劃。最後，2012年３月，歐盟執委會、歐洲議會及歐洲理事會間達成了協議，決定訂定比歐盟執委會原來建議的還要更低的資費上限管制。歐洲議會於5月10日舉行投票，BEREC被要求在2012年底對結構性的解決方案（區分提供國內及漫遊服務的業者）中的技術細節（如採一卡多號之類），以在2014年7月後能於歐盟境內強制實行。